# Nothin' But a Good Time
«Nothin' but a Good Time» es el primer sencillo del segundo álbum de Poison Open Up and Say...Ahh!. El lado B es "Livin' For The Minute" y "Look But You Can't Touch". Es considerada todo un himno roquero siendo del género Hard rock y Glam metal.
La canción fue lanzada como sencillo en abril de 1988 y llegó al #6 del Billboard Hot 100.
Esta canción aparece en Guitar Hero Rocks the 80s y en Guitar Hero: Smash Hits.
Ha sido soundtrack de varias películas como The Rocker, Grind, Mr. & Mrs. Smith, etc.

## Video musical
El video musical empieza con un empleado de un restaurante lavando platos muy lentamente y escuchando en la radio Rock and Roll All Nite, en la versión de la banda. El dueño del restaurante entra y lo regaña porque su restaurante está lleno de gente y le apaga el radio. Se va y el empleado enojado, prende de nuevo la radio y camina hacia una puerta y la abre. Allí se encuentra Poison interpretando el video en un escenario con la vestimenta que siempre los caracterizó. Al terminar la canción aparece el empleado lleno de confetti en su cuerpo en la cocina del restaurante con todos los platos lavados.

## Trivia
Aparece en "Un show Mas" (Regular Show en inglés) en el episodio "Mi Mami"

## Posicionamiento
- Australian ARIA Charts #10
- U.K. Singles Charts #35
- Billboard Hot 100 #6
- Billboard Album Rock Tracks #19